# Déraciné
Déraciné — приключенческая игра в виртуальной реальности, разработанная японской студией FromSoftware и выпущенная Sony Interactive Entertainment для системы PlayStation VR. Игра была анонсирована на выставке E3 2018; её разработкой руководил Хидэтака Миядзаки, более известный как создатель серии игр Souls. По словам Миядзаки, он желал создать традиционную приключенческую игру с помощью технологий виртуальной реальности; при этом Déraciné очень мало изменилась со времён первоначальной задумки. Игра была разработана на движке Unreal Engine. Миядзаки объяснял французское название Déraciné как «[нечто] выкорчеванное», «нечто, перенесённое из своей привычной среды в чуждую».
Действие Déraciné происходит в закрытой школе-интернате викторианской эпохи, где живёт несколько детей. Игрок управляет «феей» — невидимым для персонажей волшебным существом, обладающим способностью управлять самим временем. Фею призвала одна из воспитанниц интерната Юлия, считающая, что феи должны защищать тех, кто в этом нуждается. В начале игры дети занимаются будничными делами, а игрок в роли феи — несложными проказами, доказывая детям, что фея действительно существует; однако позже игра затрагивает более серьезные и мрачные темы жизни, смерти и одержимости прошлым. Для игрока интернат и его обитатели предстают неподвижными, замершими во времени. Особая способность феи позволяет игроку «переливать» время жизни от одного живого существа — будь то растение или человек — другому существу такого же размера; например, передав засохшему цветку время от пары зрелых виноградин, игрок может заставить растение ожить и зацвести. Волшебные часы позволяют фее перемещаться во времени между разными моментами в течение двух дней жизни интерната. Продвижение по сюжету игры связано со сбором предметов и решением простых головоломок — например, фея должна отдать цветок нужному персонажу или вставить ключ в замочную скважину. Подобно серии Souls, Déraciné использует описания предметов как источники фоновой информации: у каждого объекта, который может подобрать игрок, есть поэтичное и в чём-то недоговаривающее описание, рассказывающее больше о мире игры

## Отзывы
| Сводный рейтинг    | Сводный рейтинг |
| Агрегатор          | Оценка          |
| ------------------ | --------------- |
| GameRankings       | 69,39 %         |
| Metacritic         | 68/100          |
| Иноязычные издания |                 |
| Издание            | Оценка          |
| Game Informer      | 7/10            |
| GameSpot           | 5/10            |
| IGN                | 7,8/10          |

Игра получила смешанные оценки критики: обозреватели отмечали завораживающую атмосферу Déraciné, но называли игровой процесс скучным и даже раздражающим. По мнению обозревателя IGN Джонатона Дорнбуша, Déraciné с точки зрения геймплея ничем не выделяется на фоне других подобных приключенческих игр для виртуальной реальности и практически не использует свою самую интересную механику переливания времени; в то же время её отличает увлекательное повествование — «прекрасное, метафорическое исследование простого человеческого желания сделать счастливыми тех, кто нам дорог». Редактор Eurogamer Кристиан Донлан сравнивал игру с книгами Генри Джеймса и лорда Дансени, отмечая, что после окончания игры не может избавиться от мыслей о ней и её персонажах.